# Мартирий Рушанин
Марти́рий Руша́нин (ум. 24 августа 1199) — архиепископ Новгородский (1193—1199), основатель Спасо-Преображенского монастыря в Русе.
Святой Русской православной церкви, память совершается 24 августа (6 сентября), 10 (23) февраля (Собор святителей Новгородских) и в 3-ю Неделю (воскресение) по Пятидесятнице (Собор Новгородских святых).

## Биография
Впервые упоминается в Новгородской летописи в 1192 году как основатель и игумен Спасо-Преображенского монастыря в Русе. Некоторыми исследователями высказывались предположения, что Мартирий родился в Старой Русе, однако доказательств этому нет, так как о его жизни до основания монастыря ничего не известно.
В конце мая — начале июня 1193 года избран новгородским архиепископом. Хиротонисан 10 декабря 1193 года и вернулся в Новгород 11 января 1194 года. Известен активным храмовым строительством.
В 1194 году освятил церковь Филипа Апостола на Нутной улице. В мае 1195 года заложил и в августе того же года освятил Ризоположскую церковь на воротах новгородского Детинца. Осенью 1195 года при его участии была заложена, а в 1196 году освящена каменная церковь Воскресения (Уверения Фомы) в Воскресенском монастыре на Мячине. В январе 1196 года освятил также церковь Кирилла на Нелезине, в Кирилловом монастыре.
В 1198 году построил каменную церковь Спаса в Спасо-Преображенском монастыре в Русе.
В 1199 году возглавил посольство новгородцев во Владимир для примирения с великим князем Всеволодом Большое Гнездо. По дороге скончался на берегах оз. Селигер. Погребён в Мартириевой паперти Софийского собора.
В 1439 году включён в составленный Евфимием II список новгородских святителей, погребённых в Софийском соборе, для которых устанавливалось местное празднование. В 1471 году перед поражением Новгорода на его гробу, по словам летописца, было знамение: «кровь явися». В 1511 году причислен к лику святых.

Образ Мартирия был изображен в алтаре новгородского Софийского собора собора, на столбе. Именные вислые свинцовые печати Мартирия обнаружены при раскопках в Великом Новгороде и Старой Руссе.
- Смерть Мартирия на озере Селигер по пути к князю Всеволоду[3]
- Мартирий Рушанин Новгородский епископ, Типолитография Новгородского губернского правления, 1890 г.